# Distretto di Tamu
Il distretto di Tamu ( in birmano: တမူးခရိုင်)è un distretto amministrativo nella regione di Sagaing, Birmania. Il suo centro amministrativo è la città di Tamu.

## Township
Il distretto di Tamu è costituito da una sola Township:
- Tamu Township